# Macbeth (группа)
Macbeth — итальянская готик-метал группа, образовавшаяся летом 1995 года в Милане, Италия. Изначально коллектив назывался «Land of Dark Souls». За время своей деятельности они выпустили одну демо-запись и четыре студийных альбома.

## История
После выпуска демо-плёнки Nocturnal Embrace, группа записала дебютный альбом Romantic Tragedy’s Crescendo (1998). Группа гастролировала с Amorphis по всей Италии. После этих концертов группа претерпевает серьёзные изменения состава, которые приводят к смене обоих вокалистов и басиста. С новым составом Macbeth работает над вторым альбомом Vanitas, который вышел в 2001 году. Стиль стал агрессивнее, при этом оставляя романтическую сторону. Macbeth становится одной из ведущих групп итальянской готик-метал сцены. Vanitas — театральная опера из 10 действий в жанре симфонического готик-метала, погруженная в меланхолию, сочетающая в себе мощь и глубокую атмосферу.
В 2004 году Macbeth возвращается с «Malae Artes»… После нескольких лет затишья группа из Милана представила новый альбом. С новым составом, поддерживаемым многими музыкантами, Macbeth записывают 10 треков. Macbeth развили свой стиль, делая больший акцент на театральную атмосферу всего альбома, при этом оставляя мелодичность и неповторимость песен. У таких композиций, как «Lifelong Hope», «Henceforth», «Down-Hearted», «Miss Murderess» сильные и сочные ритмы в отличном исполнении Андреа и Морены, сочетаются с более современным и прямым звучанием. С этим новым соотношением группа записывает песню «How Can Heaven Love Me» с английской дивой стиля Classical Crossover Сарой Брайтмен. Альбом обогащен элегантной работой в цифровом оформлении, следуя традиции предыдущего альбома.
В январе 2007 года вышел альбом Superangelic Hate Bringers и первый клип — «Without You». В 2014 году вышел альбом Neo-Gothic Propaganda.

## Состав группы

### Текущий состав
- Andreas — вокал;
- Fabrizio — барабаны;
- Morena — вокал;
- Max — соло-гитара;
- Sem — бас-гитара.

### Бывшие участники
- Vittorio — 1995—1998 вокал;
- Fabio — 1996 — бас-гитара.
- Monica — 1996 — клавишные;
- Cristina — 1996—1998 вокал;
- Jessica — 1999 — вокал;
- Alex — соло-гитара;
- Marco — бас-гитара.
- Andrea — фортепиано/клавишные;
- Luca — 1995—2005 ритм-гитара;
- Carlo — 2005 клавишные.

## Дискография
- 1997 — Nocturnal Embrace (демо)
- 1998 — Romantic Tragedy's Crescendo
- 2001 — Vanitas
- 2005 — Malae Artes
- 2007 — Superangelic Hate Bringers
- 2014 — Neo-Gothic Propaganda